# Sauterina
Sauterina là một chi bướm đêm thuộc họ Gracillariidae.

## Các loài
- Sauterina hofmanniella (Schleich, 1867)